# Pixiv
Pixiv (en japonès ピクシブ) és un lloc web japonès dedicat principalment a les il·lustracions i altres formes d'art fetes per aficionats fundat el 2007 i gestionat per l'empresa Pixiv, Inc. És un espai important de comunicació entre dibuixants il·lustradors japonesos i estrangers. Està disponible en els següents idiomes: japonès, anglès, xinès, francès, rus, coreà i tailandès.
Fou creat el 10 de setembre de 2007 per l'informàtic Takahiro Kamitami. Inicialment solament estava en japonès.
Des de la dècada del 2010 ha col·laborat amb editorials de manga. Així entre febrer i març de 2013 va fer un concurs amb Kodansha i entre abril i juny del mateix any un altre concurs amb la mateixa editorial.

## Contingut
El contingut està dominat per il·lustracions amb l'estil manga, sent un exemplar lloc on trobar doujinshi. Les persones registrades (utilitzant el seu correu electrònic) poden comentar les obres dels altres. Destaca la influència dels moviments artístics superflat i el Neo Pop. Es troben obres alegres, "kawaii", terrorífiques i pornogràfiques. Els usuaris poden valorar les obres.
Els propis responsables del lloc web publiquen unes publicacions en sèrie (Pixiv Girls Collection, Pixiv Annual i Quarterly Pixiv) que són seleccions del contingut pujat per la comunitat segons la seua popularitat.

## Comunitat
La comunitat està relacionada amb la subcultura del manga i l'anime.